# Washington Irving
Washington Irving (n. 3 aprilie 1783, New York City, New York, SUA – d. 28 noiembrie 1859, Tarrytown⁠(d), Westchester County, New York, SUA) a fost un scriitor american de la începutul secolului al 19-lea.
A scris o proză umoristică, de mare succes în epocă, cu ușoare accente de satiră politică, într-un stil romanțat și grațios.
Este cel mai bine cunoscut pentru povestirile  „Legenda călărețului fără cap” („The Legend of Sleepy Hollow”) și „Rip Van Winkle”, amândouă au apărut în cartea sa „The Sketch Book of Geoffrey Crayon”. Munca sa istorică cuprinde biografiile lui George Washington, Oliver Goldsmith și Mahomed și câteva istorisiri din secolul al 15-lea despre Spania conținând subiecte ca  Alhambra, Cristofor Columb sau maurii din Spania. Irving a servit ca ambasador american în Spania între 1842 și 1846.

## Opera
- 1809: Istoria New York-ului de Dietrich Knickerbocker ("A History of New-York by Diedrich Knickerbocker")
- 1819: Albumul de schițe al lui Geoffrey Crayon (" The Sketch Book of Geoffrey Crayon")
- „Dolph Heyliger”, 1822
- 1828: Istoria vieții și călătoriilor lui Cristofor Columb ("A History of the Life and Voyages of Christopher Columbus")
- 1829: Cronica cuceririi Granadei ("A Chronicle of the Conquest of Granada")
- 1840: Viața lui Oliver Goldsmith ("The Life of Oliver Goldsmith")
- „The Knight of Malta”, 1840 - „Cavalerul de Malta”
- 1849: Viața lui Mahomed (Life of Muhammad).
- 1855/1859: Viața lui George Washington ("Life of George Washington").

- O diligență medievală
- „Stafia mirelui” („The Spectre Bridegroom”, 1819), povestire